# Limnohelina dorsovittata
Limnohelina dorsovittata är en tvåvingeart som beskrevs av Malloch 1930. Limnohelina dorsovittata ingår i släktet Limnohelina och familjen husflugor. Inga underarter finns listade i Catalogue of Life.